# WWE Evolution 2025
WWE Evolution 2025 was een  vrouwelijk professioneel worstel-pay-per-view (PPV) en livestream-evenement dat geproduceerd werd door WWE voor hun Raw, SmackDown, NXT brands. Het was een volledig vrouwelijk evenement en vond plaats op 13 juli 2025 in het State Farm Arena in Atlanta, Georgia.

## Matches
| Nr. | Match | Winnaar(s)                                        | Opmerkingen                                                                 | Bron  |
| --- | --- | ------------------------------------------------- | --------------------------------------------------------------------------- | ----- |
| 1   | Jacy Jayne (vk) (met Fallon Henley en Jazmyn Nyx) vs. Jordynne Grace                                                                      | Jacy Jayne (vk) (met Fallon Henley en Jazmyn Nyx) | Een-tegen-een wedstrijd voor het NXT Women's Championship                   | [ 2 ] |
| 2   | Iyo Sky (vk) vs. Rhea Ripley vs.Naomi | Naomi (nk)                                        | Triple Threat wedstrijd voor het Women's World Championship                 | [ 3 ] |
| 3   | Raquel Rodriguez & Roxanne Perez (vk) vs. Alexa Bliss & Charlotte Flair vs Sol Ruca & Zaria vs. The Kabuki Warriors (Asuka en Kairi Sane) | Raquel Rodriguez & Roxanne Perez (vk)             | Fatal-fourway wedstrijd voor het WWE Women's Tag Team Championship          | [ 4 ] |
| 4   | 20-woman Battle royal | Stephanie Vaquer                                  | Battle Royal voor een wereldkampioenschapswedstrijd tijdens Clash in Paris. | [ 5 ] |
| 5   | Tiffany Stratton (vk) vs. Trish Stratus                                                                                                   | Tiffany Stratton                                  | Een-tegen-een wedstrijd voor het WWE Women's Championship                   | [ 6 ] |
| 6   | Jade Cargill vs. Naomi | Jade Cargill                                      | No Holds Barred match Bianca Belair was de speciale gastscheidsrechter      | [ 7 ] |
| 7   | Becky Lynch (vk) vs. Bayley vs. Lyra Valkyria                                                                                             | Becky Lynch                                       | Triple threat match voor het WWE Women's Intercontinental Championship      | [ 8 ] |

1. ↑  De wedstrijd begon eigenlijk als een een-tegen een wedstrijd tussen  Sky en Ripley, Maar Noami Cashde haar Money in the Bank contract in en daarom werd de wedstrijd een triple Threat wedstrijd
2. ↑  Volgorde van uitschakeling:Tatum Paxley, Izzi Dame, Ivy Nile, Natalya, Maxxine Dupri, Candice LeRae, Jaida Parker, Kelani Jordan, Giulia, B-Fab, Michin, Zelina Vega, Alba Fyre, Lola Vice, Piper Niven, Chelsea Green, Nikki Bella, Nia Jax, Lash Legend